# Technologie pendant la Première Guerre mondiale

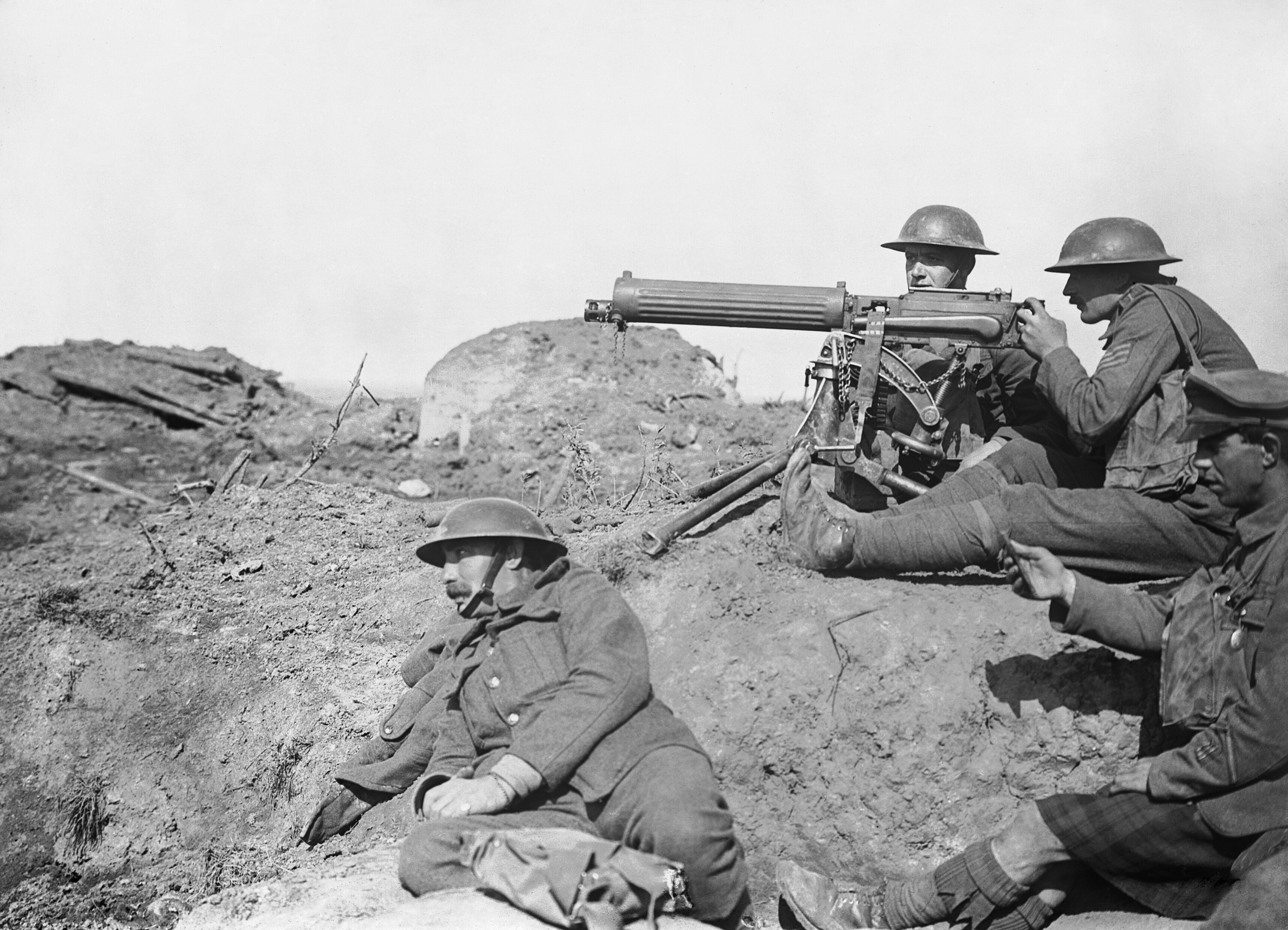
La mitrailleuse fut une des technologies les plus décisives de la Première Guerre mondiale. Photographie : mitrailleuse Vickers britannique sur le Front de l'Ouest.

La technologie durant la Première Guerre mondiale reflète l'application de l'industrialisation et de la production de masse au domaine de l'armement et à la technologie militaire en général. Cette tendance commença cinquante années plus tôt lors de la Guerre de Sécession et se confirma au cours des conflits mineurs où les nouvelles armes furent testées.
Août 1914 marque la fin d'un siècle relativement calme en Europe avec une progression sans précédent des techniques et de la science. La vision du XIXe siècle d'un futur pacifique et prospère grâce à la technologie fut largement balayée par l'utilisation de la science dans le cadre guerrier au cours des deux guerres mondiales.
Les premières années de la Première Guerre mondiale furent caractérisées par une confrontation entre la technologie du XXe siècle et les tactiques du XIXe siècle sous la forme de batailles indécises provoquant un nombre considérable de pertes de chaque côté. Il faudra attendre la fin de la guerre pour que les armées adaptent les tactiques militaires aux nouvelles technologies dans le cadre de la guerre moderne.

## La guerre de tranchée
Grace aux nouvelles industries métallurgiques et chimiques et les nombreuses innovations mécaniques, la défense était toujours plus forte que l'attaque. Ces innovations incluaient les fusils à verrou, l'artillerie à tir rapide, les systèmes d'atténuation du recul, les réseaux de tranchées en zigzag et les mitrailleuses qui rendaient impossible la traversée du no man's land. La grenade, qui existait déjà auparavant mais sous une forme primitive, devint un armement indispensable aux missions de « nettoyage de tranchée ». De même, l'introduction des obus hautement explosifs augmenta de façon significative la létalité de l'artillerie par rapport au XIXe siècle.
Du fait de la quasi-impossibilité pour l'infanterie de prendre d'assaut une tranchée, les soldats commencèrent à construire des tunnels sous le no man's land pour poser des explosifs sous la tranchée adverse. Des systèmes de détection et des tunnels d'« interception » étaient un moyen de défense crucial contre les incursions souterraines. Cependant ce type de combat dépendait beaucoup du type de sol. Ainsi, les tunnels furent très nombreux dans la craie de la Somme mais beaucoup moins fréquents en Flandre du fait des infiltrations d'eau de pluie.

## L'artillerie

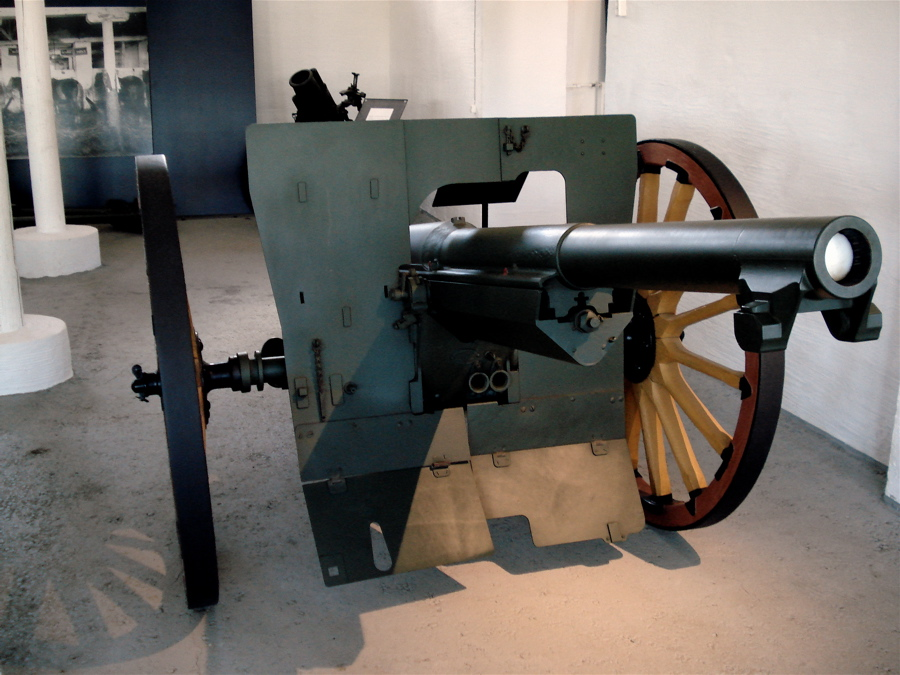
Canon de 75 Modèle 1897 développé et utilisé par la France pendant la Première Guerre mondiale

L'artillerie connut des progrès considérables au cours de la Première Guerre mondiale. Au commencement de la guerre, l'artillerie était principalement composée d'artillerie légère pouvant tirer en tir tendu. Cependant, la guerre de tranchée nécessitait des munitions beaucoup plus lourdes tirées à partir d'obusier.
Au cours de la guerre, il y eut de nombreuses innovations :
- le premier barrage roulant et d'encagement de l'histoire eut lieu durant la bataille Neuve-Chapelle en 1915 ;
- l'obus no 106 créé par les Britanniques était conçu pour exploser au contact des fils de fer barbelés et les détruire ou pour s'enterrer et devenir une arme antipersonnel ;
- création des premiers canons antiaériens ;
- les tirs de contre-batteries ;
- détection des éclairs et du bruit provoqués par les tirs d'artillerie pour la localisation et la destruction des batteries adverses ;
- les facteurs comme la météo, la température ou l'usure du canon furent pour la première fois pris en compte de manière précise permettant une amélioration de la précision ;
- des observateurs avancés furent déployés pour guider les tirs d'artillerie, en particulier dans l'aviation. Les systèmes de communications furent considérablement améliorés pour cette tâche.

La majorité des pertes de la guerre fut causée par l'artillerie.

## Les gaz de combat

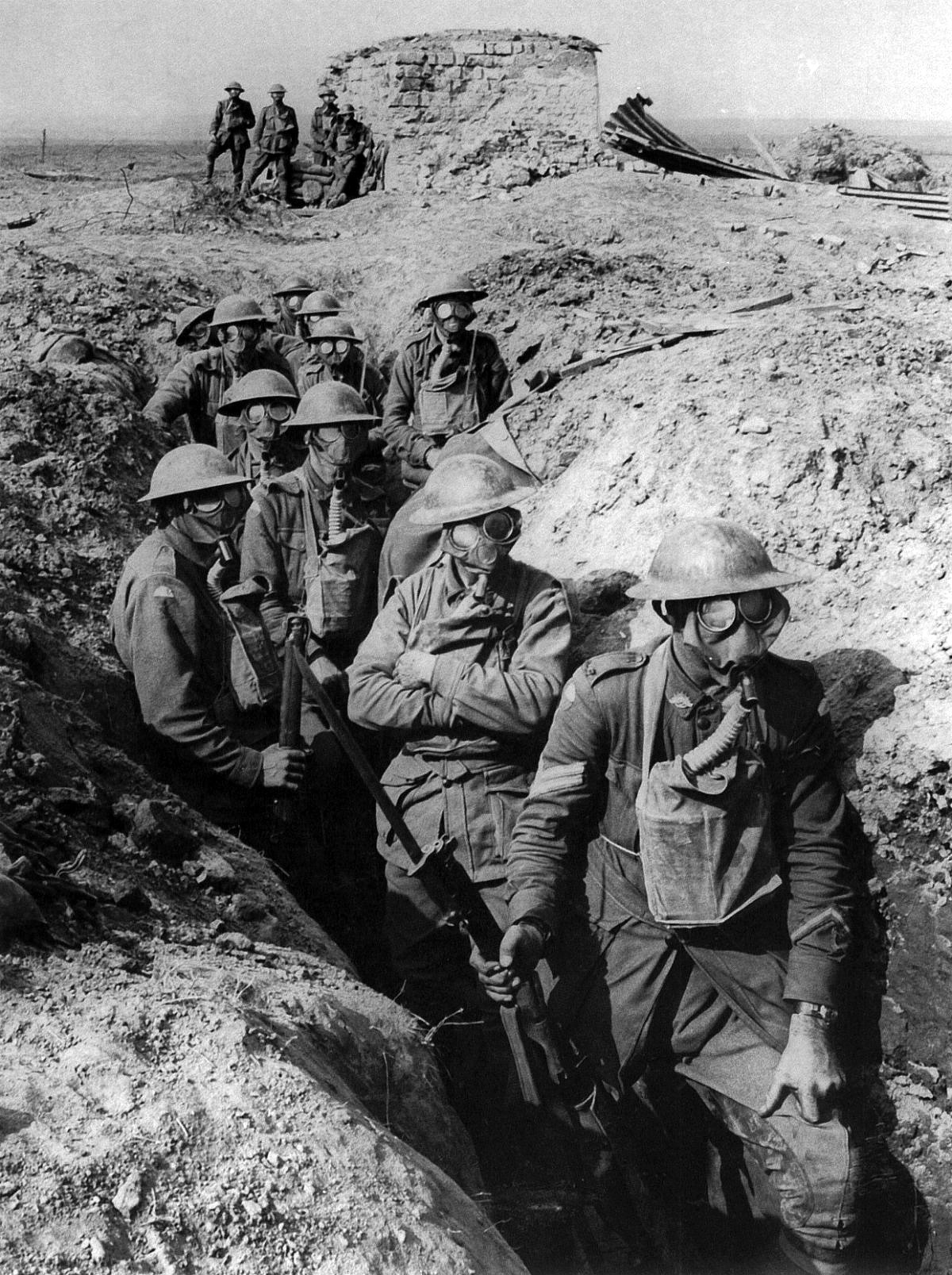
Infanterie australienne équipée de masques à gaz, Ypres, 1917.

Au début de la guerre, l'Allemagne possédait l'industrie chimique la plus avancée et produisait plus de 80 % des teintures et des produits chimiques du monde. Bien que les conventions de la Haye de 1899 et 1907 interdisent l'utilisation des gaz de combat, l'Allemagne fut la première à utiliser ce qui semblait le meilleur espoir de sortir de l'impasse de la guerre de position. Le chlore fut le premier gaz utilisé en avril 1915. Par la suite, le phosgène et le gaz moutarde vinrent grossir la liste des composés mortels utilisés par les deux camps. Des contre-mesures comme l'utilisation de masques à gaz permirent de réduire la dangerosité des attaques chimiques. Les gaz de combat ne causèrent que 4 % des morts de la guerre et ne semblent pas avoir eu d'effet sur le cours de la guerre, en revanche, ils rendirent encore plus insupportables les conditions de vie déjà difficiles des combattants.

## Commandement
Durant les premiers jours de la guerre, les officiers généraux exerçaient leur commandement dans des états-majors situés à des kilomètres du champ de bataille et les messages étaient transportés par coursiers motorisés. De meilleurs moyens de communications étaient donc nécessaires.
Les dispositifs radio de l'époque étaient trop lourds pour être utilisés dans la bataille et les lignes téléphoniques étaient rapidement brisées. Des estafettes et des signaux lumineux furent utilisés ; les chiens servirent également comme messagers et comme les troupes en faisaient parfois leur mascotte, il arrivait que des hommes prennent la place du chien. Les avions furent occasionnellement utilisés pour transporter des messages entre les quartiers généraux et les positions avancées, parfois ils larguaient simplement le message sans se poser.
La nouvelle artillerie à longue portée développée juste avant la guerre pouvait maintenant ouvrir le feu sur des positions ennemies sans les voir. La tactique commune était de pilonner les lignes adverses et de s'arrêter pour laisser l'infanterie l'investir en espérant que les tranchées étaient détruites, ce qui était rarement le cas. Le tir de barrage et le feu roulant furent développés pour permettre à l'artillerie de tirer directement devant l'infanterie pendant que celle-ci progressait. Les communications étant impossible, le danger était que si le barrage avançait trop vite, l'infanterie ne serait plus protégée et si le barrage avançait trop lentement, l'infanterie serait sous le feu de ses propres obus.
Des contre-mesures étaient possibles : En lançant un tir de contre-batterie juste derrière le tir de barrage adverse, on pouvait faucher l'infanterie en progression. Des microphones furent utilisés pour trianguler la position des canons ennemis et engager un tir de contre-batterie. Le flash des tirs pouvait également être repéré pour cibler l'artillerie adverse.

## Chemins de fer

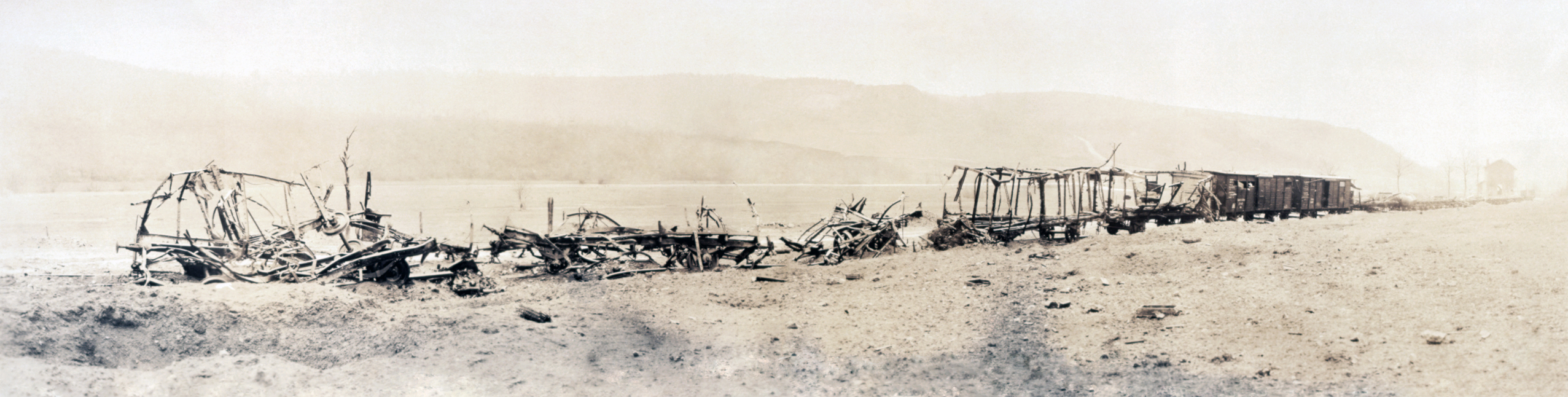
Train de munition allemand détruit par un obus, 1918.

Les chemins de fer jouèrent un rôle sans précédent dans l'histoire militaire. Ceux-ci permirent le transport de troupes et de matériel à un rythme sans précédent mais ils étaient très vulnérables sur le front. Ainsi, les armées ne pouvaient avancer qu'au rythme de construction ou de reconstruction du chemin de fer comme lors de la Campagne de Palestine. Le transport motorisé fut utilisé lors de la guerre mais seulement pour des cas particuliers (Voie Sacrée ou Taxis de la Marne). Après le terminus de la voie ferrée, les troupes devaient marcher et les canons étaient tirés par des chevaux. La stratégie allemande était connue à l'avance par les alliés car les vastes gares de triage à la frontière belge n'avaient pas d'autres buts que de déposer l'armée allemande au point de départ. Les chemins de fer ne disposaient pas de la flexibilité du transport motorisé et ce manque de flexibilité eut une grande influence sur la conduite de la guerre.

## Guerre d'usure
Tous les pays impliqués dans cette guerre consacrèrent la totalité de leur capacité de production à la fabrication d'armes et de munitions. Les femmes jouèrent un rôle crucial en remplaçant les hommes partis au front. Cette mobilisation complète des ressources de la nation ou guerre totale signifiait que les armées mais également les économies des belligérants étaient en guerre.
En 1914-1915, certains pensaient que la guerre d'attrition pourrait mener à la victoire, que les stocks de munitions ennemis pourraient être épuisés à la suite d'échanges de feu inutiles mais la production augmenta des deux côtés et les espoirs furent anéantis. En Grande-Bretagne, la crise des munitions de 1915 provoqua la chute du gouvernement Asquith.
La guerre d'attrition se concentra ensuite sur une autre ressource : les vies humaines. Lors de la bataille de Verdun, le chef d'état-major allemand Erich von Falkenhayn comptait « saigner à blanc l'armée française » en lançant des attaques répétées sur la ville française. Finalement les pertes allemandes furent aussi élevées que les pertes françaises.
Finalement, la guerre se termina grâce à une combinaison d'attrition (du matériel et des hommes), d'avancées sur les champs de bataille et d'un effondrement du moral et de la productivité allemande grâce à un blocus naval efficace de ses ports.

## La guerre aérienne

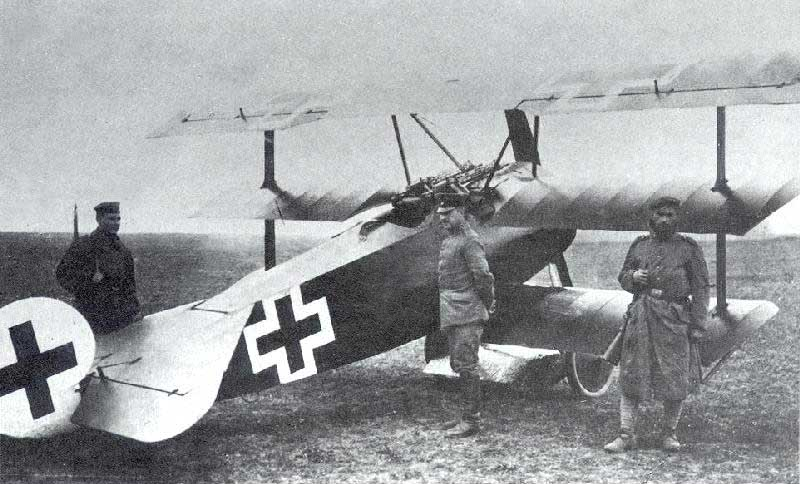
Le triplan Fokker Dr.I appartenant à Manfred von Richthofen (le Baron Rouge)

Comme de nombreuses autres technologies, l'aviation fit des progrès considérables au cours de la Première Guerre mondiale. Les premiers appareils de la guerre n'étaient cependant pas fondamentalement différents du Wright Flyer, qui réalisa le premier vol de l'histoire dix ans plus tôt.
Bien que les premiers avions étaient non armés, ils reçurent rapidement des armes défensives puis offensives. Le système de synchronisation des mitrailleuses permettant de tirer à travers l'hélice, inventé par les français (puis recopié et perfectionné par les allemands), associé à des appareils plus maniables permirent de créer des appareils spécifiquement conçus pour le combat aérien.
Comme la guerre au sol s'enlisait dans la guerre de tranchées, les avions apportèrent un soutien important à l'artillerie en permettant de repérer les cibles et participaient plus largement à la reconnaissance du champ de bataille. Les avions plus lourd furent utilisés pour bombarder les bases de ravitaillement ennemies. Cependant, leur lenteur en faisait des proies faciles pour les chasseurs ennemis, ce qui mena les deux camps à mettre en place des escadrilles de chasse destinées à escorter les bombardiers alliés et à détruire les avions ennemis.
L'Allemagne fut la pionnière des plus légers que l'air avec les Zeppelins et les utilisa pour bombarder les villes anglaises avec des résultats limités. Par la suite, ils utilisèrent des bombardiers stratégiques à long rayon d'action. Ces bombardements étaient trop rares et les quantités de bombes larguées trop faibles pour avoir une quelconque efficacité militaire mais ils démoralisaient les populations britanniques. Ils forçaient également les Britanniques à maintenir des escadrons de chasse en Grande-Bretagne qui ne pouvaient donc pas participer aux combats aériens sur le front.
En empêchant l'ennemi de se déplacer discrètement, les missions de reconnaissance participèrent à la situation de blocage au sol.

## Chars de combat
Bien que l'idée du char de combat eût été suggérée dès le début des années 1890, peu d'officiers s'y étaient vraiment intéressés jusqu'à ce que l'impasse de la guerre de tranchée et la perspective d'une guerre sans fin les fasse changer d'avis. En Grande-Bretagne, le Landships Committee (comité pour les cuirassés terrestres) fut formé pour mettre en pratique cette idée.
Basés sur le système de chenilles et du moteur à explosion, les premiers chars étaient équipés de mitrailleuses et de plaques de blindage. Ils devaient être capable de franchir des tranchées de 2,4 mètres.
Ces premiers véhicules étaient peu fiables et tombaient souvent en panne. Lors des premiers engagements en 1917, ils terrifièrent les troupes allemandes mais n'étaient pas assez nombreux pour réaliser une percée. De nouvelles tactiques devaient donc être utilisées pour exploiter au maximum les possibilités de cette nouvelle arme. Les chars devaient par exemple être épaulés par l'infanterie et utilisés en grand nombre pour être efficaces. Ainsi lors de la Bataille de Cambrai en 1917, ils montrèrent qu'ils pouvaient réaliser une percée s'ils étaient bien utilisés. Néanmoins la fiabilité reste le talon d'Achille de ces chars. Lors de la contre-offensive d'Amiens, les alliés engagèrent 534 chars dont une grande partie tomba en panne dans les jours suivants. Les pertes dues aux problèmes mécaniques excédaient largement les pertes dues à l'ennemi.
Les chars de la Première Guerre mondiale étaient très différents des chars plus récents. Ils étaient en effet très lourds pour l'époque (plusieurs dizaines de tonnes) et très lents (la vitesse d'un homme au pas) du fait de leur masse. Ce poids fragilisait les transmissions et mettait les systèmes mécaniques à rude épreuve. Ils étaient également conçus pour pouvoir tirer dans toutes les directions à la manière des cuirassés ce qui nécessitait un équipage pléthorique (18 pour l'A7V allemand). Le char français Renault FT déclencha une révolution dans la conception des chars et fixa le type même du char de combat par l'utilisation d'un armement en tourelle.
L'utilisation des chars de combat ont fait de la Première Guerre mondiale, le premier conflit mécanisé. Les chars ont permis de sortir de l'impasse de la guerre de tranchée en offrant une combinaison de puissance de feu et de protection qui manquait aux armées. C'est pendant la Seconde Guerre mondiale que le char pu démontrer toutes ses capacités offensives seulement ébauchées lors de la Première.

## La guerre navale
Les années qui ont précédé la guerre ont vu les progrès de la métallurgie, de la construction navale et leur capacité à produire des navires toujours plus grands, mieux armés et blindés. Le lancement du HMS Dreadnought a révolutionné la construction des cuirassés en rendant obsolète tous les navires antérieurs. Par conséquent, au commencement de la guerre, de nombreuses flottes comprenaient des navires modernes et des navires obsolètes. La progression de l'artillerie navale à longue portée permit d'augmenter la distance entre les flottes s'affrontant. La Bataille du Jutland en 1916 fut la seule bataille à grande échelle de la guerre.
Possédant la plus grande flotte de surface, le Royaume-Uni chercha à exploiter son avantage. La Royal Navy établit le blocus des ports allemands et s'empara des colonies allemandes. La flotte de surface allemande fut bloquée en Mer du Nord. Cette situation poussa l'Allemagne à concentrer ses ressources sur une nouvelle arme navale : le sous-marin.

### Les sous-marins
La Première Guerre mondiale fut le premier conflit dans lequel les sous-marins furent une réelle arme de guerre. Dans les années précédant la guerre, le système relativement efficace de propulsion composé d'un moteur diesel pour la navigation en surface et d'un moteur électrique en plongée fut introduit.
Le Royaume-Uni, tout comme l'Allemagne dépendait des importations pour nourrir leur population et leur économie de guerre. Par conséquent chacun d'entre eux tenta d'établir un blocus de l'autre. L'Allemagne essaya de le faire avec ses U-Boote dans le cadre de la guerre sous-marine totale. Cela déclencha la Bataille de l'Atlantique. Comme les sous-marins allemands devenaient plus nombreux et efficaces, les Britanniques tentèrent plusieurs méthodes pour lutter contre cette menace. Les Q-ships, des navires de guerre déguisés en navires civils furent une première stratégie.
Assembler les navires de commerce en convois protégés par un ou plusieurs navires de guerre fut une stratégie utilisée par la suite. Il y avait à l'époque un débat profond sur cette tactique car elle pourrait au contraire fournir un groupe de cibles faciles. Grâce au développement des systèmes sonar actifs et passifs, couplés avec l'efficacité toujours plus grande des armes anti-sous-marines, la technique du convoi permit de réduire les pertes dues aux U-Boote. Le lieutenant Otto Weddigen remarqua sur la première attaque sous-marine de la guerre :
« Leur peur des sous-marins et l'agitation causée par le bon petit U-9 est montrée par les rapports britanniques selon lesquels une flotte entière de sous-marins allemands a attaqué les croiseurs et que cette flotte s'est approchée sous la couverture du pavillon hollandais. Ces rapports sont absolument faux. L'U-9 était le seul sous-marin et il portait le pavillon qu'il porte encore — le pavillon allemand. »

## Mobilité
Entre la fin 1914 et le début 1918, le Front de l'ouest ne bougea quasiment pas. Ironiquement, le début de la fin pour l'Allemagne commença avec une grande avancée allemande. En 1917, lorsque l'Empire russe se rendit après la révolution d'Octobre, l'Allemagne fut capable de rapatrier de nombreuses divisions vers le Front de l'ouest. Utilisant les nouvelles tactiques des Sturmtruppen développées par Oskar von Hutier, les Allemands avancèrent de plusieurs dizaines de kilomètres lors de l'offensive Michael. Ces opérations montrèrent que les mitrailleuses, les barbelés et les tranchées ne représentaient plus un obstacle à la guerre de mouvement.
Lors de la Bataille d'Amiens en aout 1918, les forces alliées lancèrent une contre-attaque qui sera appelée l'Offensive des Cent-Jours. Les divisions australiennes et canadiennes qui menaient l'attaque réussirent à avancer de 13 kilomètres le premier jour. Ces batailles marquèrent la fin de la guerre de tranchée sur le Front de l'ouest et le retour de la guerre de mouvement. L'infanterie cycliste fut largement utilisée.
La Ligne Hindenburg et le Canal du Nord tombèrent entre les mains des alliés. À Berlin, Guillaume II d'Allemagne comprit que la guerre était perdue et la situation politique força l'Allemagne à signer l'Armistice le 11 novembre 1918.
La guerre était terminée mais une nouvelle forme de guerre de mouvement était née. Les Allemands tirèrent les leçons de leurs erreurs et déployèrent la Blitzkrieg dès 1939.

## Armes légères
La mitrailleuse eut un impact direct sur l'organisation de l'infanterie en 1914 et à partir du milieu de l'année 1917, elle mit un terme à la tactique des vagues d'infanterie. Les sections et les escouades devinrent plus importantes et utilisaient des armes automatiques légères. Le Lewis Mark I fut la première vraie mitrailleuse légère pouvant en théorie être utilisée par un seul homme, bien que les volumineux tambours de munitions nécessitaient plusieurs hommes pour les porter. Le BAR fut adopté par l'US Army en 1918 ; Les bandes de munitions permettaient au soldat de marcher et de tirer en même temps. Les premiers pistolets-mitrailleurs comme le Maschinenpistole 18 furent également développés durant cette période. Cependant ces armes chauffaient énormément, ce qui mena au développement de nombreux systèmes de refroidissement.

## Lance-flammes
L'armée allemande déploya des lance-flammes (Flammenwerfer) sur le Front de l'ouest pour essayer de chasser les Français et les Britanniques de leurs tranchées. L'armée allemande possédait deux types de lance-flammes pendant la Première Guerre mondiale : Le premier était utilisable par un seul soldat, le Kleinflammenwerfer (en) et le second nécessitait plusieurs personnes pour être déployé, le Grossflammenwerfer (en). Dans ce dernier, un soldat transportait le réservoir de combustible tandis qu'un autre visait. Les deux camps utilisèrent les lance-flammes mais ils y renoncèrent assez vite car leur faible portée rendait les soldats très vulnérables aux tirs ennemis.

## Service de santé
Comme dans toute guerre, la médecine fait des progrès remarquables et rapides : chirurgie d’urgence (suture précoce pour éviter les amputations immédiates, laparotomie exploratrice rapide lors de toute plaie de l’abdomen, préconisée par Samuel Pozzi, chirurgien des hôpitaux de Paris ; irrigation des plaies souillées avec la liqueur de Harry Dakin suivant Alexis Carrel ; chirurgie traumatique guidée par la radiologie (grâce à Marie Curie et à sa fille Irène) ; chirurgie réparatrice et auto-greffes (il y aura 15 000 terribles « gueules cassées ») ; hygiène (notamment traitement de l’eau par javellisation dite à l’époque « verdunisation ») ; sérums contre le tétanos, la gangrène gazeuse et la diphtérie ; vaccination contre la typhoïde et les paratyphoïdes ; transfusions de bras à bras (grâce à la connaissance des groupes sanguins A, B et O et à l’usage du citrate de soude comme anticoagulant) ; usage du casque Adrian et des masques à gaz ; soins neuro-psychiatriques ; rééducation motrice et respiratoire ; prothèses…

### Sources
- (en) John Keegan, The First World War, New York, A. Knopf, 1999, 1re éd., 475 p. (ISBN 978-0-375-40052-0, LCCN 98031826)
- (en) A. J. P. Taylor, The First World War : An Illustrated History, New York, Hamish Hamilton, 1963, 1re éd., 296 p., poche (ISBN 978-0-399-50260-6)
- (en) Editors of American Heritage, History of WWI, Simon & Schuster, 1964
- (en) Alexander Barrie, War Underground : The Tunnellers of the Great War, Staplehurst, Spellmount, 1961, 272 p., poche (ISBN 978-1-86227-081-7, LCCN 2004271478)
- (en) The War of Invention; Scientific Developments, 1914-18, Londres, Brassey's Defence Publishers, 1988, 1re éd., 226 p. (ISBN 978-0-08-033591-9, LCCN 87026805)
- (en) Wilbur Cross, Zeppelins of World War I, New York, Paragon House, 1991, 1re éd., 220 p. (ISBN 978-1-55778-382-0, LCCN 90024403)
- (en) George Raudzens, « War-Winning Weapons : The Measurement of Technological Determinism in Military History », Journal of Military History, vol. 54,‎ octobre 1990, p. 403–33
- (en) A. J. Smithers, A New Excalibur; The Development of the Tank, 1909-1939, Londres, Leo Cooper in association with Secker & Warburg, 1986, 262 p. (ISBN 978-0-436-47520-7, LCCN 87204894, lire en ligne)